# Atholus aequistrius
Atholus aequistrius är en skalbaggsart som först beskrevs av Sylvain Auguste de Marseul 1854.  Atholus aequistrius ingår i släktet Atholus och familjen stumpbaggar. Inga underarter finns listade i Catalogue of Life.